# Netiv HaLamed He
Netiv HaLamed He (hebreiska: נתיב הל’’ה) är en ort i Israel.   Den ligger i distriktet Jerusalem, i den centrala delen av landet. Netiv HaLamed He ligger 306 meter över havet och antalet invånare är 390.
Terrängen runt Netiv HaLamed He är platt åt sydväst, men åt nordost är den kuperad. Runt Netiv HaLamed He är det tätbefolkat, med 530 invånare per kvadratkilometer. Närmaste större samhälle är Bet Shemesh, 4,9 km norr om Netiv HaLamed He. Trakten runt Netiv HaLamed He består till största delen av jordbruksmark.